# Олів'є Кадьо
Олів'є Кадьо (фр. Olivier Cadiot; нар. 1956, Париж) — французький поет, прозаїк, драматург.

## Творчість
Крім віршів, прози, драм, текстів пісень, зазначених духом гри і абсурду, перекладав Біблію, прозу і драматургію Гертруди Стайн та ін. 2010 року був почесним гостем Авіньйонського фестивалю.
2016 року знявся в історичній драмі «Смерть Людовика XIV» (режисер — Альберт Серра).

## Твори
- L'art poétic' (1988)
- Roméo et Juliette (1989, лібрето опери Паскаля Дюсапена)
- Futur, ancien, fugitif (1993)
- Le Colonel Des Zouaves (1997, постановка Людовіка Лаґард, 1998)
- Retour définitif et durable de l'être aimé (2002, постановка Людовика Лагард, 2002)
- Fairy queen (2002, постановка Людовика Лагард, 2004)
- Un nid pour quoi faire (2007, показана на Авіньйонському фестивалі 2010 в постановці Людовіка Лаґард)
- Un mage en été (2010, показана на Авіньйонському фестивалі 2010 в постановці Людовіка Лаґард)

## Визнання
Премія Товариства драматургів і композиторів новому театральному таланту (2003, розділив її з Марі Ндіай).